# Smith & Burrows
Smith & Burrows ist eine Zusammenarbeit der britischen Musiker Tom Smith (Editors) und Andy Burrows (Razorlight, We Are Scientists).
Das Projekt veröffentlichte 2011 das Konzept-Album Funny Looking Angels (Thema: Weihnachten) und die Single-Auskopplung When the Thames Froze. Der Rolling Stone vergab für das Album, auf dem neben eigenen Songs auch Cover-Versionen zu hören sind, vier von fünf Sternen und lobte es als eines der besseren Alben zum Thema Weihnachten. Plattentests.de hingegen vergab sechs von zehn Punkten.

## Diskografie

### Studioalben
| Jahr | Titel Musiklabel                                             | Höchstplatzierung, Gesamtwochen, AuszeichnungChartplatzierungen (Jahr, Titel, Musiklabel, Platzierungen, Wochen, Auszeichnungen, Anmerkungen) | Höchstplatzierung, Gesamtwochen, AuszeichnungChartplatzierungen (Jahr, Titel, Musiklabel, Platzierungen, Wochen, Auszeichnungen, Anmerkungen) | Anmerkungen                             |
| Jahr | Titel Musiklabel                                             | DE | UK | Anmerkungen                             |
| ---- | ------------------------------------------------------------ | --- | --- | --------------------------------------- |
| 2011 | Funny Looking Angels Kitchenware (PIAS)                      | DE87 (1 Wo.)DE | UK95 (1 Wo.)UK | Erstveröffentlichung: 25. November 2011 |
| 2021 | Only Smith & Burrows Is Good Enough Play It Again Sam (PIAS) | — | UK91 (1 Wo.)UK | Erstveröffentlichung: 5. Februar 2021   |

### Singles (Auswahl)
| Jahr | Titel Album                         | Höchstplatzierung, Gesamtwochen, AuszeichnungChartplatzierungen (Jahr, Titel, Album, Platzierungen, Wochen, Auszeichnungen, Anmerkungen) | Höchstplatzierung, Gesamtwochen, AuszeichnungChartplatzierungen (Jahr, Titel, Album, Platzierungen, Wochen, Auszeichnungen, Anmerkungen) | Anmerkungen                                |
| Jahr | Titel Album                         | DE | AT | Anmerkungen                                |
| ---- | ----------------------------------- | --- | --- | ------------------------------------------ |
| 2011 | Wonderful Life Funny Looking Angels | DE47 (1 Wo.)DE | AT57 (1 Wo.)AT | Erstveröffentlichung: 2011 Original: Black |